# Milan Štěch
Milan Štěch est un homme politique tchèque et ancien syndicaliste né le 13 novembre 1953 à České Budějovice. Il fut membre du parti communiste tchécoslovaque de 1978 à 1989 et est membre du Sénat depuis sa création en 1996. Il en est le président du 24 novembre 2010 au 14 novembre 2018.